# لا اسپدلا
لا اسپدلا (به لاتین: La Spedla) یک کوه در سوئیس است که در کانتون گراوبوندن واقع شده‌است. لا اسپدلا ۴٬۰۲۰ متر بالاتر از سطح دریا واقع شده‌است.